# Borkhults herrgård
Borkhult är en herrgård belägen mellan sjöarna Borken, Östergötland, Såken och Yxningen i Östergötland.
Borkhult är historiskt sett beläget i Yxnerums socken och Skärkinds härad. Förutom lantbruket fanns in på 1870-talet även ett järnbruk, som då ersattes av ett träsliperi som var i drift till 1904. Även kvarn, tegelbruk och tändsticksfabrik har funnits vid Borkhult.
Generalen Jacob Burensköld instiftade 1726 ett fideikommiss av egendomen, kallat det "Burensköldska fideikommisset". Genom dotterns giftermål kom fideikommisset över till den von Schwerinska ätten, som innehade det till 1878, då den driftige Adolf Henning von Schwerin dog. Fideikommisset övergick därefter i släkten Theorells ägo. Efter Sven Theorells död 1978 upplöstes fideikommisset. Inägor och skog ägs i dag av Fredriknäs säteri AB medan herrgården är i privat ägo. Borkhult var tidigare ett av landets största egendomar med ca 16 000 hektar mark, som under 1900-talet successivt minskade till omkring 1 000 hektar.